# Wickham St. Paul
Wickham St. Paul è un villaggio e parrocchia civile dell'Inghilterra, appartenente alla contea dell'Essex.